# Flavio Roberto Carraro
Flavio Roberto Carraro (Fossò, 3 febbraio 1932 – Conegliano, 17 giugno 2022) è stato un vescovo cattolico e religioso italiano.

## Biografia
Nacque a Sandon, frazione di Fossò, nella città metropolitana di Venezia e nella diocesi di Padova, il 3 febbraio 1932.

### Formazione e ministero sacerdotale
Nel 1942 si iscrisse al seminario serafico di Rovigo e nel 1948, all'età di 16 anni, entrò nel noviziato dell'ordine della provincia cappuccina di Venezia a Bassano del Grappa. Il 15 agosto 1949 emise la prima professione nell'ordine dei frati minori cappuccini, mentre il 25 marzo 1953, nel santuario di San Leopoldo Mandic a Padova, emise quella perpetua.
Il 16 marzo 1957 fu ordinato presbitero, nella basilica di San Marco a Venezia, dal cardinale Angelo Giuseppe Roncalli, patriarca di Venezia.
Dopo l'ordinazione conseguì la licenza in Teologia spirituale alla Pontificia Università Gregoriana e poi quella in studi biblici presso il Pontificio Istituto Biblico di Roma.
In Veneto, fu direttore dello Studio teologico di Venezia, dal 1966 al 1970, rettore del Collegio internazionale "San Lorenzo", dal 1970 al 1972, e in seguito vicario, dal 1972 al 1975 e poi provinciale della provincia veneta dei frati cappuccini, fino al 1982.
Il 9 giugno 1982 fu eletto ministro generale dell'Ordine dei frati minori cappuccini, venendo poi riconfermato per un secondo mandato, dal 28 giugno 1988 al 20 giugno 1994.

### Ministero episcopale

#### Vescovo di Arezzo-Cortona-Sansepolcro
L'8 giugno 1996 papa Giovanni Paolo II lo nominò vescovo di Arezzo-Cortona-Sansepolcro; succedette a Giovanni D'Ascenzi, dimessosi per raggiunti limiti di età.
Il 7 agosto seguente ricevette l'ordinazione episcopale, nella cattedrale dei Santi Pietro e Donato ad Arezzo, dal cardinale Silvano Piovanelli, arcivescovo metropolita di Firenze, co-consacranti il cappuccino Francesco Gioia, arcivescovo emerito di Camerino-San Severino Marche, e il vescovo Giovanni D'Ascenzi, suo predecessore. Durante la stessa celebrazione prese possesso della diocesi.

#### Vescovo di Verona
Il 25 luglio 1998 fu trasferito dallo stesso papa alla diocesi di Verona, dove succedette ad Attilio Nicora, precedentemente dimessosi avendo assunto altri incarichi a Roma. Il 3 ottobre seguente prese possesso della diocesi.
Si trovò al centro di eventi significativi ma anche discussi e in qualche caso, da parte di taluni organi di stampa, oggetto di dura polemica: il 17 settembre 2000, nella rettoria di Santa Toscana in Verona, venne celebrata dal vescovo Carraro la messa secondo l'antico rito: era la prima volta nelle Venezie che un vescovo celebrava secondo il messale del 1962 dopo la riforma liturgica, e anche nel resto d'Italia il fatto era accaduto assai di rado; tale iniziativa veniva a inserirsi come momento di avvicinamento e dialogo con i fedeli che si richiamano alla messa in lingua latina, e quelli che invece ritengono doveroso seguire esclusivamente il rito post-conciliare.
Un altro evento particolare legato alla figura di Carraro fu la celebrazione solenne, nella cattedrale di Verona, dell'Epifania dei popoli, di concerto con il centro missionario diocesano. Si tratta di una celebrazione della Messa con caratteristiche multietniche, che accoglie cioè anche musiche ed espressioni tradizionali di altri popoli, in primo luogo quelli africani.
Il 3 dicembre 2002 indirizzò insieme al vescovo della Spezia-Sarzana-Brugnato Bassano Staffieri una lettera alle comunità islamiche in Italia, in occasione della festa di Id al-fitr (conclusione del Ramadan). I due vescovi invitarono a creare occasioni di dialogo, incontro e solidarietà, affermando che i religiosi devono impedire che "la fede sia utilizzata come strumento per nascondere altri interessi, che possono condurre gli uomini e le nazioni a contrapporsi".
Durante il suo episcopato indisse e celebrò, dal 2002 al 2005, il sinodo diocesano. Il 19 ottobre 2006 accolse papa Benedetto XVI in visita a Verona, in occasione del convegno ecclesiale nazionale. Dal 2000 al 2006 fu presidente della Commissione episcopale per l'evangelizzazione dei popoli e la cooperazione tra le chiese della Conferenza Episcopale Italiana.
Fu presidente onorario del comitato di canonizzazione del beato Marco d'Aviano, con sede a Pordenone.
L'8 maggio 2007 papa Benedetto XVI accolse la sua rinuncia, presentata per raggiunti limiti di età, al governo pastorale della diocesi di Verona; gli succedette Giuseppe Zenti, fino ad allora vescovo di Vittorio Veneto. Rimase amministratore apostolico della diocesi fino all'ingresso del successore, avvenuto il 30 giugno seguente.
Da vescovo emerito si ritirò nel convento dei frati cappuccini presso il santuario di Santa Maria dell'Olmo a Thiene, in provincia di Vicenza e diocesi di Padova. Nel 2017 si trasferì nell'infermeria del suo ordine religioso a Conegliano, dove morì il 17 giugno 2022, all'età di 90 anni. Dopo le esequie, celebrate il 21 giugno dal cardinale Gualtiero Bassetti nella cattedrale di Verona, fu sepolto nella cripta dello stesso edificio.

## Genealogia episcopale e successione apostolica
La genealogia episcopale è:
- Cardinale Scipione Rebiba
- Cardinale Giulio Antonio Santori
- Cardinale Girolamo Bernerio, O.P.
- Arcivescovo Galeazzo Sanvitale
- Cardinale Ludovico Ludovisi
- Cardinale Luigi Caetani
- Cardinale Ulderico Carpegna
- Cardinale Paluzzo Paluzzi Altieri degli Albertoni
- Papa Benedetto XIII
- Papa Benedetto XIV
- Papa Clemente XIII
- Cardinale Marcantonio Colonna
- Cardinale Giacinto Sigismondo Gerdil, B.
- Cardinale Giulio Maria della Somaglia
- Cardinale Carlo Odescalchi, S.I.
- Cardinale Costantino Patrizi Naro
- Cardinale Lucido Maria Parocchi
- Papa Pio X
- Cardinale Gaetano De Lai
- Cardinale Raffaele Carlo Rossi, O.C.D.
- Cardinale Amleto Giovanni Cicognani
- Cardinale Giovanni Benelli
- Cardinale Silvano Piovanelli
- Vescovo Flavio Roberto Carraro, O.F.M.Cap.

La successione apostolica è:
- Vescovo Giuseppe Zenti (2004)